# Jacob Gerritsz. Cuyp

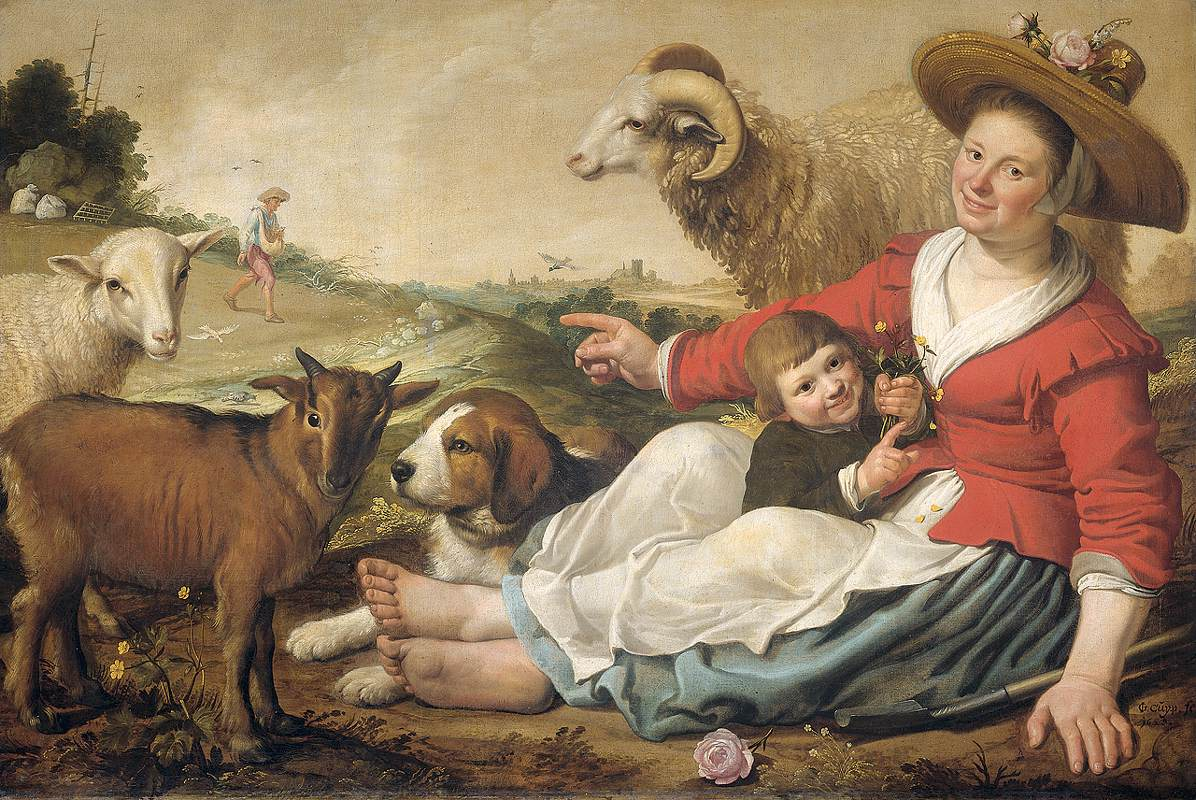
A pásztorlány (1628)

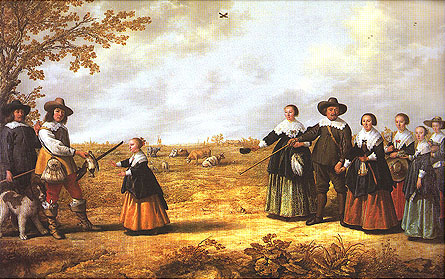
Családkép tájban (1641)

Jacob Gerritszoon Cuyp (Dordrecht, 1594. december — Dordrecht, 1652.) holland portré- és tájképfestő a holland aranykorban.

## Életpályája
Atyja Gerrit Gerritsz Cuyp ólomüvegtervező. Jacob Gerritsz. Cuyp mestere Abraham Bloemaert (1566–1651) történelmi-, tájképfestő és rézmetsző. Féltestvére Benjamin Gerritsz Cuyp, fia  Aelbert Cuyp a híres tájképfestő. 1617-ben lépett be a Szent Lukács céhbe, több évben (1629, 1633, 1637 és 1641) ő látta el ott a kincstári teendőket. A céh működtetésében többekkel (Jacques de Claeuw, Isaac van Hasselt és Cornelis Tegelberg) dolgozott együtt. A családban előbb féltestvérének, majd fiának is ő volt az első mestere. Rajtuk kivül még számos jeles tanítványa volt, akiknek ő is segített az elindulásban, köztük Ferdinand Bol.
A festő manierista, majd barokkba átmenő stílusa megnyerte a kortársak tetszését, képein a táj és a csendélet szoros kapcsolatba került az ábrázolt alakkal. Előszeretettel ábrázolta azokat a haszonállatokat (tehén, juh, kecske, különböző szárnyasok), amelyek a holland parasztok és polgárok megélhetését segítették. Műveit ma már nemcsak szülőföldjén, hanem számos európai országban, az Amerikai Egyesült Államokban és Ausztráliában is őrzik. A budapesti Szépművészeti Múzeumban három képe található, ezek mind portrék, egy női képmás 1638-ból, egy férfi képmás 1649-ből és Anthonis Repelaer portréja, mely 1648–50 közt készült.